# شورای آمریکا-ایران

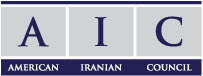
نشان‌وارهٔ رسمی شورای آمریکا-ایران (۲۰۱۰)

شورای آمریکا-ایران (به انگلیسی: American-Iranian Council) یا به اختصار AIC نام یک موسسه غیر انتفاعی در کشور ایالات متحده آمریکا است و مرکز آن در پرینستون، نیوجرسی قرار دارد.
به گفته موسسان این شورا، این سازمان با هدف «توسعه و تاسیس گفتگو و تفاهم بین ایران و آمریکا» تشکیل شده‌است.
از اعضای هیئت مدیره پایا می‌توان از هوشنگ امیراحمدی، روی متحده، ریچارد مورفی، توماس پیکرینگ، و فریدون فشارکی نام برد. محمود فرشچیان، شهرام چوبین، جان اسپوزیتو، ریچارد فرای، و بروس لنیگن نیز از هیئت مشاوران این گروه را تشکیل می‌دهد.